# Puro Osso
Puro Osso é um personagem fictício do desenho As Terríveis Aventuras de Billy e Mandy (The Grim Adventures of Billy & Mandy). O dublador dele na versão original é Greg Eagles e na versão dublada é Orlando Drummond.

## Biografia
Puro Osso é o Ceifador Sinistro, a personificação da morte, ele porta uma foice, também é um esqueleto vestindo um roupão preto. Tem milhares de anos de idade, quando era criança na época do homem de neandertal. Na sua infância, encontrou uma vidente que profetizou que, quando crescesse, seria subordinado a duas meras crianças humanas, que, mais tarde, se revelariam Billy e Mandy. Frequentemente se recorda das experiências traumáticas da juventude, como as lições aprendidas através dela, tanto que perdeu um jogo crucial de limbo. Agora ele é obrigado a viver com duas crianças, Billy e Mandy, de quem ele tem que ser amigo até o fim dos tempos. Puro Osso também passa por cômicas aventuras em Endsveille.
Em sua infância, Puro Osso possuia um brinquedo chamado "Jaquelino".